# Jaouad Achab
Jaouad Achab (* 20. August 1992 in Tanger) ist ein belgischer Taekwondoin und Weltmeister des Jahres 2015.

## Erfolge
Achab war mehrmaliger Juniorenmeister Marokkos. In Belgien fiel er der ehemaligen Europameisterin Laurence Rase auf, die ihn nach Antwerpen holte, wo er von Karim Dighou trainiert wurde. Er bestreitet seit 2011 internationale Wettkämpfe und konnte bislang 14 Turniersiege verzeichnen. Darunter die Goldmedaille bei der Sommer-Universiade 2015 und bei den Taekwondo-Weltmeisterschaften 2015, wo er in der Klasse bis 63 kg den Titel errang. Bei den Olympischen Spielen in Rio de Janeiro 2016 unterlag Achab im Kampf um eine Bronzemedaille dem Südkoreaner Lee Dae-hoon mit 7 zu 11.

## Privatleben
Achab ist marokkanischer Herkunft und das dritte von vier Geschwistern. Er zog 2009 nach Brüssel und wurde, obwohl in Marokko ein guter Schüler, schulisch zurückgestuft, da er über keine Sprachkenntnisse verfügte und keine Qualifikationen nachweisen konnte. 2013 wurde er in Belgien eingebürgert. Er studiert heute neben dem Sport Physiotherapie in Antwerpen.